# کادیاتو توره
کادیاتو توره (انگلیسی: Kadiatou Touré؛ زادهٔ ۱۸ ژانویهٔ ۱۹۸۳) بازیکن زن بسکتبال اهل مالی بود. وی در بازی‌های المپیک تابستانی ۲۰۰۸ شرکت کرده‌است.